# Уоттс, Исаак
Исаа́к Уоттс (англ. Isaac Watts; 17 июля 1674 — 25 ноября 1748) — английский христианин-конгрегационалист, священник, теолог, логик, педагог и поэт, сочинивший сотни гимнов, многие из которых используются и сегодня. В историю Уоттс вошёл как «отец английского гимна».

## Жизнь
Исаак Уоттс родился 17 июля 1674 года в Саутгемптоне, Англия. Он вырос в семье «нонконформистов», то есть нечленов государственной англиканской церкви. Его отец, также Исаак Уоттс, дважды побывал в заключении за свои взгляды на религию. Уоттс-младший окончил школу короля Эдуарда VI (один из корпусов школы теперь называется «Уоттс» в его честь), где в частности изучал теологию, логику, латынь, греческий и иврит. Поскольку Уоттсы не состояли в национальной церкви, доступ в престижные университеты Оксфорда и Кембриджа для Исаака был закрыт и в 1690 году он поступил в Академию несогласных (англ. Dissenting academies) в Стоук-Ньюингтоне, учебное заведение для диссентеров. В этой же академии учился знаменитый английский писатель Даниэль Дефо. Взгляды самого Уоттса были более светскими и экуменическими чем у большинства диссентеров в то время, благодаря чему он больше интересовался образованием и наукой, чем проповедями.
Окончив академию, Уоттс первое время живёт в доме своего отца. С 1696 года он стал частным преподавателем в семье нонконформиста сэра Джона Хартоппа, поселившись в его доме «Флитвуд-хаус» (англ. Fleetwood House) на Черч-стрит в Стоук-Ньюингтоне.
В 1699 году Уоттс был избран помощником пастора в церкви конгрегационалистов на Марк-Лейн в Лондоне. В 1702 году он был рукоположён и стал преемником пастора. При его служении церковь возросла и дважды вынуждена была подыскивать большее помещение и избрать помощника Уоттсу. В 1707 году Уоттс опубликовал свою самую известную книгу — сборник «Гимны и духовные песни» (англ. Hymns and Spiritual Songs).
Уоттс однажды собирался жениться, но не получилось и он остался холостяком до конца жизни. Не обзаведясь своей семьёй, он тесно сблизился со своими соседями, сэром Томасом Эбни и леди Мэри, а также с их дочерью Элизабет, которая как и Исаак прожила всю жизнь холостой. В 1712 году Уоттс серьёзно заболел на 4 года и в связи с этим переехал жить к семье Эбни, став их домашним учителем и семейным пастором. В 1719 году выходит сборник псалмов переписанных Исааком с новозаветной точки зрения. После смерти сэра Томаса в 1721 году Уоттс переехал вместе с его вдовой и дочерью на постоянное жительство в «Эбни-хаус» в Сток Ньюингтоне, который леди Мэри унаследовала от своего брата. В этом доме Исаак прожил до самой своей смерти. Через Эбни-парк можно было пройти к гнездовью цапель в Хакни-Брук, где поэт находил вдохновение. В 1739 году Уоттс перенёс инсульт и был частично парализован.
Исаак Уоттс умер в Сток Ньюингтоне в 1748 году и был похоронен на кладбище «нонконформистов» Банхилл Филдс (англ. Bunhill Fields) в лондонском районе Излингтон. После себя он оставил обширное наследие, включающее сотни гимнов, а также трактаты, учебно-методические работы и эссе. После смерти документы Исаака Уоттса были переданы Йельскому университету в Коннектикуте.

## Наследие Уоттса

### Гимны Уоттса
Более всего Уоттс известен как «отец английских гимнов». До него христиане-реформаты на богослужебных собраниях пели лишь ветхозаветные псалмы. Исаак же считал, что надо создавать новые гимны и духовные песни, написанные в духе Нового Завета. «Мы проповедуем Евангелие и молимся именем Христа, а пробуждаем чувства христиан словами песен прошедшего времени». Уоттс не был первопроходцем в этом деле, но его великолепный поэтический талант помог ему написать хорошие «искусственные» (то есть сочинённые человеком) гимны, в отличие от менее удачных попыток таких современников как Бенджамин Кич. Уоттс написал по разным оценкам от 500 до 750 гимнов, в том числе «Радуйся, мир» (англ. Joy To The World), «Когда я поднимаю взор на крест, где Божий Сын страдал» (англ. When I Survey The Wondrous Cross) и переложение 72-го псалма под названием «Иисус будет царствовать» (англ. Jesus shall reign). Гимны Исаака были переведены на другие языки, а многие из них исполняются и по сей день. Своим творчеством Уоттс оказал большое влияние на других поэтов XVIII века, многие из которых последовали его примеру.
Помимо новых гимнов Уоттс также заново перевёл ветхозаветные песнопения. Псалмы были изначально написаны на библейском иврите для иудаизма. Позже они были приняты христианами в качестве части Ветхого Завета. Уоттс предложил метрической переводов псалмов, чтобы они соответствовали языку Нового Завета. По мнению Исаака, хотя Давид, которому традиционно приписывается авторство многих из псалмов, несомненно, был инструментом Бога, но он не мог в полной мере воспринять истину, следовательно псалмы необходимо «отремонтировать», как если бы Давид был христианином.
Новшества, привнесённые Уоттсом в написание гимнов, вызвали раздражение у многих религиозных деятелей того времени. Так, его сборник гимнов недоброжелатели презрительно обозвали «Причудами Уоттса» (англ. Watts’ Whims). Впоследствии Церковь Англии стала использовать гимны Уоттса в своих богослужениях
Специалист по духовной музыке Стивена Марини различает две тенденции в стихах Уоттса, которые он называет «эмоциональная субъективность» и «доктринальная объективность».

### Другие работы
Помимо гимнов Исаак Уоттс был также известен как теолог и логик, написавший немало книг и статей по этой тематике. Работы Уоттса оказали большое влияние на нонконформистов-независимых и ранних религиозных возрожденцев, среди которых был один из лидеров английских нонконформистов первой половины XVIII века Филипп Доддридж (англ. Philip Doddridge), посвятивший Исааку свою самую известную работу «Подъём и прогресс религии в душе» (англ. The Rise and Progress of Religion in the Soul).
В 1724 году Уоттс опубликовал учебник по логике, «Логика, или правильное использование разума» (англ. Logic, or The Right Use of Reason), выдерживший двадцать изданий и использовавшийся на протяжении ста лет в Оксфорде, а также в университетах Кембриджа, Гарварда и Йеля. В работе Уоттса заметно влияние британского эмпиризма и, в частности, влияние философа и эмпирика Джона Локка и его труда «Опыт о человеческом разумении». В учебнике было несколько заметных нововведений. Так, концепция логики, предложенная Уоттсом, значительно отличалась от концепции логики большинства других авторов того времени и была сродни идеям философа и логика второй половины XIX века Чарльза Сандерса Пирса. В 1741 году Уоттс издаёт новый труд, посвящённый логике, «Совершенствование разума» (англ. The Improvement of the Mind), который также неоднократно переиздавался и позже вдохновил Майкла Фарадея.
Уоттс известен и своим вкладом в методику обучения детей, о чём он написал 13 книг.

## Память
Самый ранний памятник Исааку Уоттсу из сохранившихся находится в Вестминстерском аббатстве, он был завершён вскоре после его смерти. Также в конгрегационалистской церкви на Марк-Лейн в Лондоне, где Уоттс много лет служил пастором, после его смерти был установлен бюст поэта, но здание церкви было снесено в конце XVIII века. Часть мемориала была выкуплена перед сносом богатым землевладельцем для установки в его часовне близ Ливерпуля. Дальнейшая судьба бюста неизвестна. В 1808 году на могиле Уоттса на Банхилл Филдс было установлено новое надгробие, заменившее первоначальное, оплаченное и установленное леди Мэри Эбни и семьёй Хартопп. Каменный бюст Уоттса можно также увидеть в нонконформистской Библиотеке доктора Вильямса во Внутреннем Лондоне. Самая ранняя общественная статуя Уоттса стоит в Эбни-парке, где жил и умер поэт; позже аналогичная статуя была установлена в городе его рождения Саутгемптоне, в новом Викторианском общественном парке, деньги на неё собирались посредством открытой подписки среди местных жителей. В 1845 году на деньги, собранные по открытой подписке, в передней части часовни Эбни-парка была возведена каменная статуя идущего Исаака Уоттса, созданная ведущим британским скульптором Эдвардом Ходжесом Бейли. В середине XIX века в Саутгемптоне также был построен Мемориальный зал доктора Уоттса, но после Второй мировой войны он был закрыт. Теперь на этом месте стоит Мемориал Исаака Уоттса Объединённой Реформатской церкви.
25 ноября, день смерти Исаака Уоттса, отмечен в календарях святых Церкви Англии, Лютеранской Церкви — Синод Миссури и Евангелической лютеранской церкви в Америке, а в календаре святых Епископальной Церкви (США) день Уоттса приходится на 26 ноября.

## Уоттс в искусстве
- Льюисом Кэрроллом в своей книге «Приключения Алисы в стране чудес» пародирует два стихотворения Исаака Уоттса, причём пародии в настоящее время более известны, чем оригиналы:[8]
  - Одно из наиболее известных стихотворений Уоттса, увещевание «Противу Праздности и Шалостей» (англ. Against Idleness and Mischief), написанное в 1715 году и входящее в сборник «Божественные песни для детей» (англ. Divine Songs for Children), пародируется в стихотворении «Как дорожит своим хвостом малютка крокодил…»;
  - В стихотворном гротеске «Это голос Омара» (англ. The voice of the Lobster) пародируется другое стихотворение Уоттса — «Лентяй».
- В романе Чарльза Диккенса «Дэвид Копперфильд» (1850) директор школы доктор Стронг цитирует стихотворение Уоттса «Противу Праздности и Шалостей»: «Сатана всегда находит злое дело для праздных рук».
- В комической опере «Принцесса Ида» (1884) есть каламбурная ссылка на Уоттса в акте I.

## Работы Уоттса

### Книги
- The Improvement of the Mind, издание 1815 года. Первые три главы текста из Wikisource (англ.)
- The Improvement of the Mind. Тома 1-й и 2-й в Архиве Интернета (англ.).
- The Knowledge of the Heavens and the Earth Made Easy… Первое издание, 1726. Издание 1760 года на Google Books (англ.).
- Logic, or The Right Use of Reason in the Enquiry After Truth With a Variety of Rules to Guard Against Error in the Affairs of Religion and Human Life, as well as in the Sciences копия в Архиве Интернета (англ.).
- A Short View of the Whole Scripture History: With a Continuation of the Jewish Affairs From the Old Testament Till the Time of Christ; and an Account of the Chief Prophesies that Relate to Him копия в Архиве Интернета (англ.).
- Divine Songs Attempted in Easy Language for the Use of Children (1715).
- An Essay on the Freedom of Will in God and Creatures копия в Архиве Интернета (англ.) (считается, что именно Исаака Уоттс был автором этого труда).

### Гимны
Некоторые из самых известных гимнов Уоттса:
- Joy to the world (на основе Псалма 98, музыка Лоуэлла Мейсона на старую мелодию Георга Фридриха Генделя, в русском переводе «Радуйся, мир!»)
- Come ye that love the Lord (часто исполнялось с хором под названием We’re marching to Zion)
- Come Holy Spirit, heavenly Dove
- Jesus shall reign where’er the sun (на основе Псалма 72)
- O God, Our Help in Ages Past (на основе Псалма 90)
- When I survey the wondrous cross (в русском переводе «Когда я поднимаю взор»)
- Alas! and did my Saviour bleed
- This is the day the Lord has made
- 'Tis by Thy strength the mountains stand
- I sing the mighty power of God (первоначально назывался «Похвала за создание и провидение» и входил в сборник «Божественные песни для детей»)
- My shepherd will supply my need (на основе Псалма 23)
- Bless, O my soul! the living God (на основе Псалма 103)

Многие из гимнов Уоттса включены в книги гимнов и псалмов Евангелической лютеранской (англ. Evangelical Lutheran Worship Hymnal), баптистских (англ. Baptist Hymnal), Пресвитерианской (англ. Presbyterian Trinity Hymnal) и Методистской (англ. Methodist Hymns and Psalms) церквей. Многие из его текстов используются в американских гимнах Священной арфы (англ. Sacred Harp, традиция духовной хоровой музыки, распространённая среди протестантов Юга США). Некоторые из гимнов Уоттса включены в псалтыри Первой Церкви Христа, Научной и Церкви Иисуса Христа Святых последних дней (мормоны).